# Bromma östra
Bromma östra är en bebyggelse strax öster om kyrkbyn/kyrkan  Bromma kyrka i Bromma socken i Ystads kommun. SCB avgränsade här en småort 2020.